# Constant Troyon
Constant Troyon (28. srpna 1810 Sèvres - 21. února 1865 Paříž) byl francouzský malíř krajin a zvířat, který je řazen k barbizonské škole.

## Život
Troyon v mládí pracoval jako malíř porcelánu ve slavné továrně ve svém rodném městě, kde pracoval také jeho otec. Ve 21 letech se začal profilovat jako malíř krajin. Stal se studentem Camilla Roqueplana, který ho seznámil s Théodorem Rousseauem, Julesem Duprém a dalšími malíři z barbizonské školy.
V roce 1846 viděl Troyon v Haagu obraz Mladý býk od Pauluse Pottera, který na něj zanechal trvalý dojem. Ve studiích tohoto obrazu, krajinomaleb Aelberta Cuypa a mistrovských děl Rembrandta, si Troyon vytvořil nový styl a mistrovství v zobrazení zvířat, s nímž brzy dosáhl mezinárodního úspěchu. Získal několik ocenění a Napoleon III. byl jedním z jeho obdivovatelů.

Troyonovy nejlepší práce vznikly v letech 1850 až 1864. Constant Troyon, který zůstal svobodný, zemřel v Paříži v roce 1865 po období duševních problémů. Jeho matka, která ho přežila, pak na École des Beaux-Arts založila Troyonovu cenu za malbu zvířat. Emile van Marcke je jedním z Troyonových žáků. Troyonova díla se proslavila také prostřednictvím grafických reprodukcí a ovlivnila německé malíře zvířat, jako byli Anton Braith a Christian Mali.

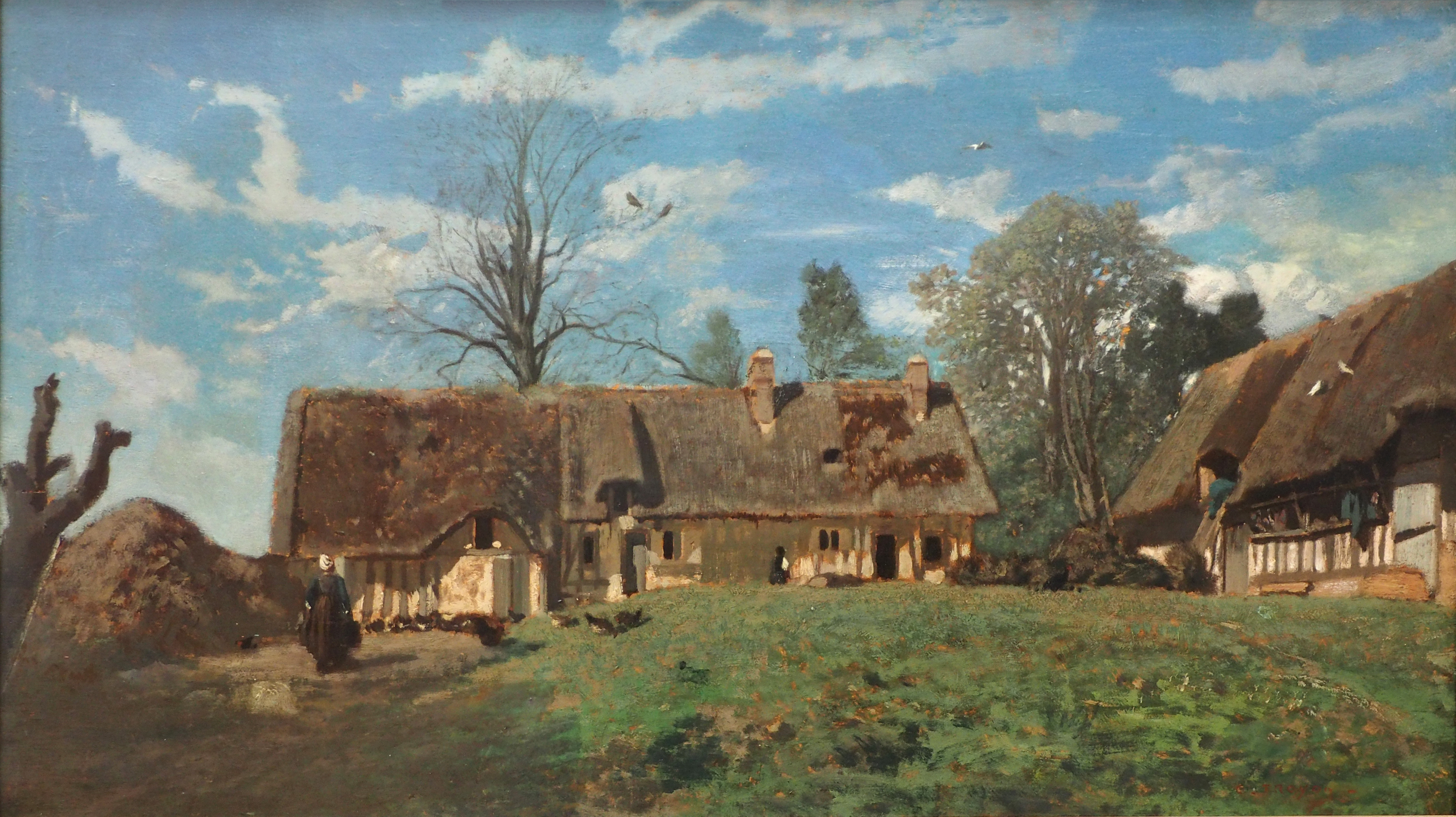
Statek v Normandii, Niedersächsisches Landesmuseum Hannover
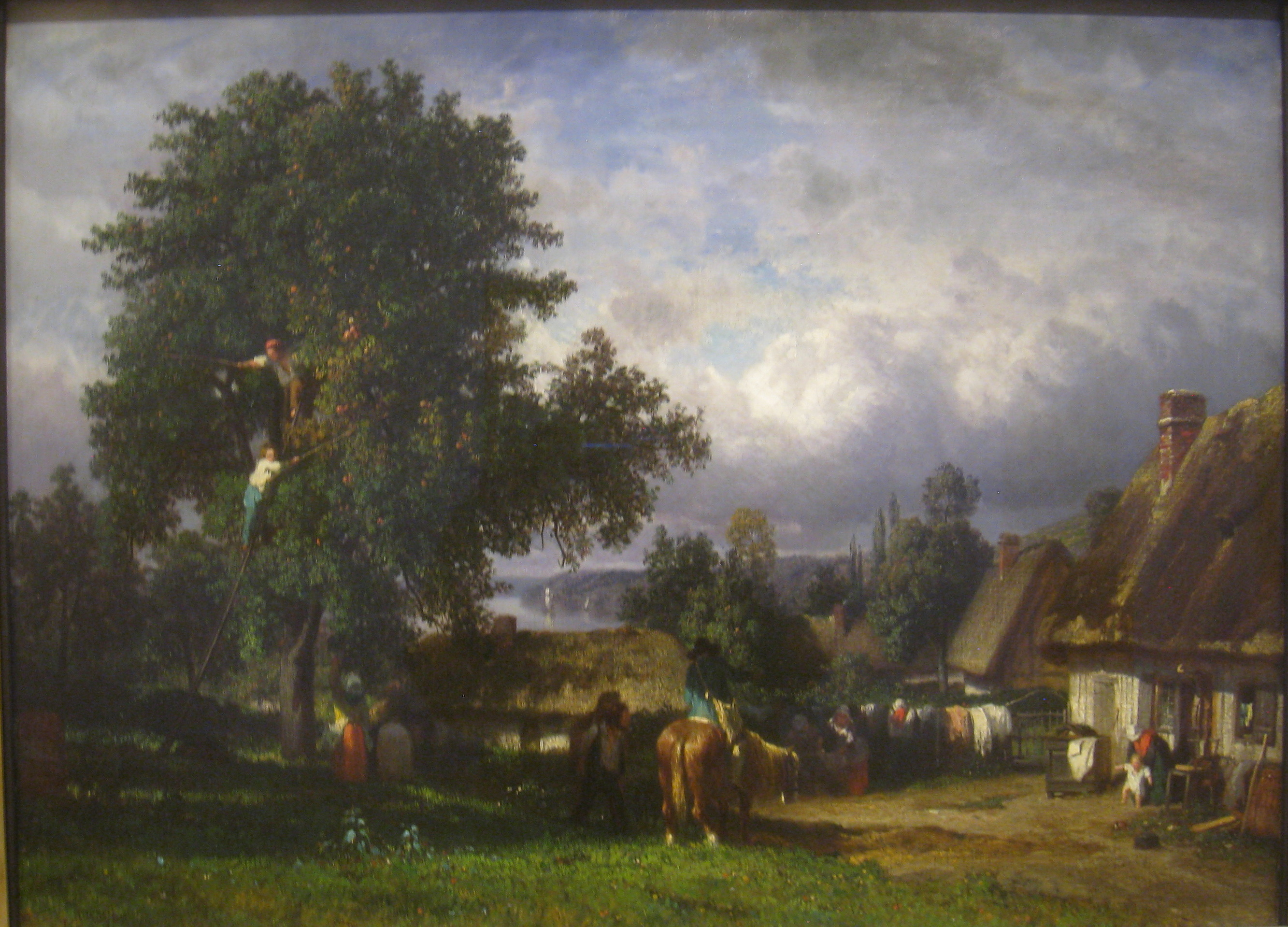
Sklizeň jablek, Worcester Art Museum
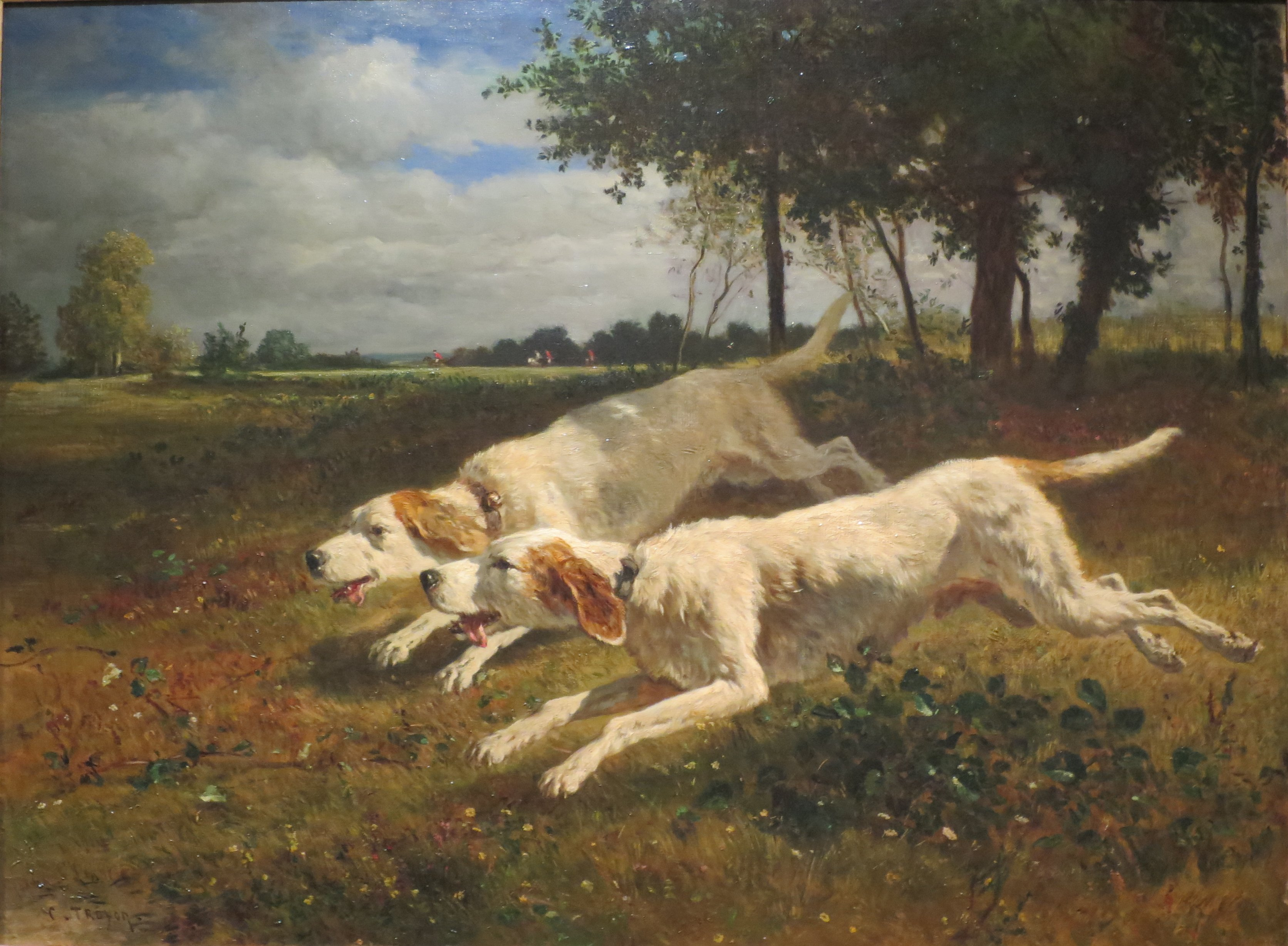
Běžící psi, Puškinovo muzeum v Moskvě
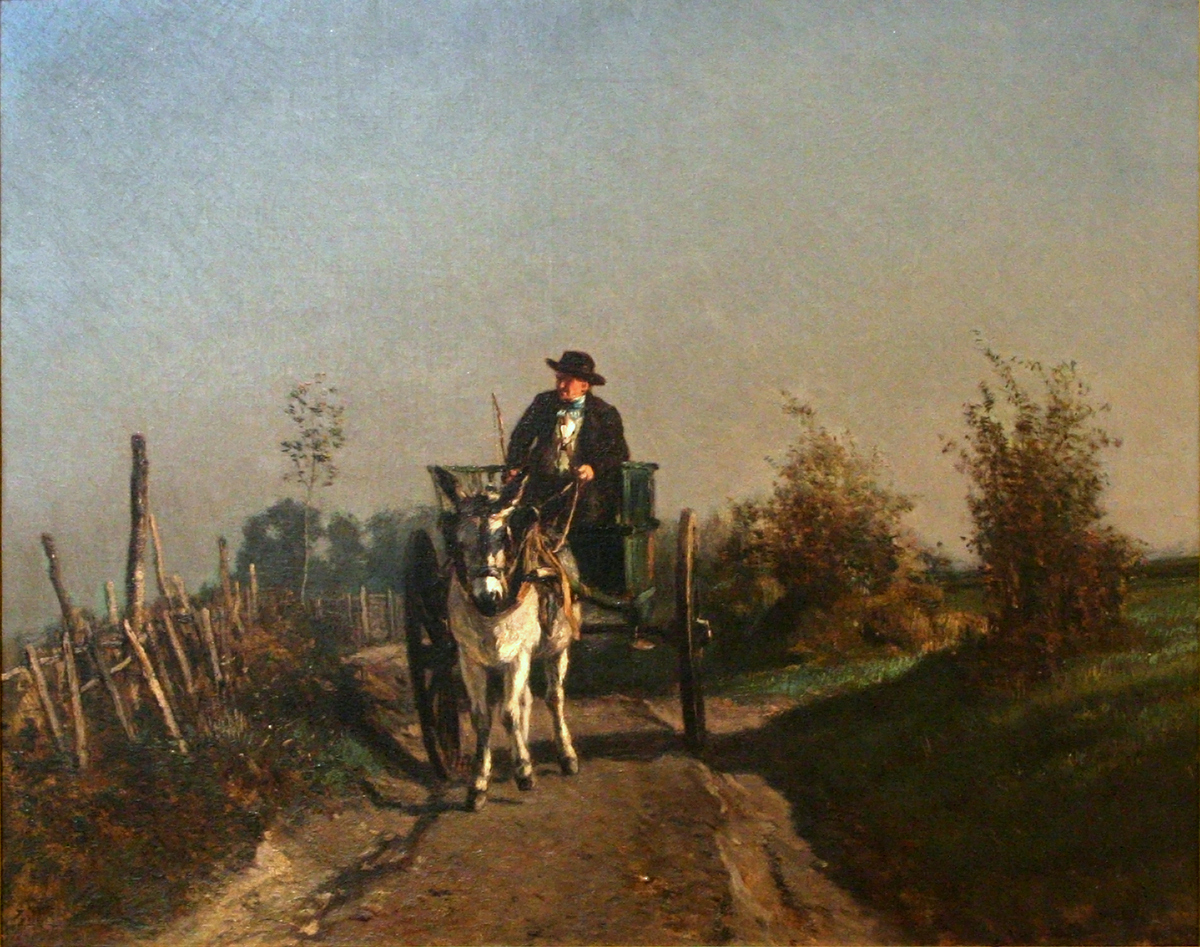
Sedlák na svém voze, Musée de Tessé, Le Mans